# Villa di Aiola
La villa di Aiola, già castello Aiola, è un edificio situato nei pressi di Vagliagli, nel comune di Castelnuovo Berardenga, in provincia di Siena.

## Storia
L'attuale villa sorge sui resti dell'omonimo castello, situato al confine tra i territori di Firenze e Siena e utilizzato come importante baluardo difensivo fino a quando convissero i due stati.
Il castello era stato costruito in modo da poter ospitare una nutrita guarnigione di soldati. Nel 1554, quando apparteneva alla famiglia Bellanti di Siena, oppose un'efficace resistenza alle milizie fiorentine comandate dal marchese di Marignano. Dotato di mura scarpate alte più di 10 metri, venne difeso da 25 soldati e molti contadini della zona, rendendone espugnazione assai ardua. Capitolò solo quando ormai era pressoché indifendibile per i danni causati dalle artiglierie.
Solo nel XVII secolo, decaduta ormai la funzione militare, sulle sue rovine fu costruita una villa padronale. Nel 1692 infatti è ricordato il podere dell'Aiola negli elenchi fiscali degli ufficiali delle Collette. Un disegno di Ettore Romagnoli del 1830 mostra la villa nel terrapieno della cinta muraria, con le torri angolari e il palazzo a due piani, con aperture regolari incorniciate da bugne di pietra; vi si vede inoltre un perduto avancorpo con una loggia, una terrazza sulla copertura del primo piano, e una torretta. Le modifiche nelle forme attuali risalgono al XIX secolo e all'inizio del XX, quando furono demolite le loggette e la torretta dell'avancorpo.
Nel 1934 la villa fu acquistata da Giovanni Malagodi (che nel 1953 sarà eletto deputato e in seguito senatore per il Partito Liberale, di cui è stato anche segretario e presidente), che la trasformò in un'azienda vinicola, che si estende per 36 ettari di vigneti: esso produceva 100.000 bottiglie l'anno ed "il 90 per cento è destinato alla produzione del Chianti Classico, che il senatore Malagodi riuscì a far diventare il «vino della casa» a Palazzo Madama. Particolarità rimasta anche dopo la morte del senatore, nel 1991".
La villa è stata acquistata nel 2012 da un gruppo di imprenditori russi.

## Descrizione
Dell'originale castello resta la piattaforma della cinta muraria quadrangolare, ben conservata, con quattro torrette angolari di difesa che interrompevano il camminamento di ronda e dalle quali venivano sorvegliati i fossati sottostanti, ancora esistenti sul lato sud. Delle torri sono ben conservate solo quelle gli angoli nord ovest e nord est, col paramento murario originale, sebbene pesantemente trasformate all'interno per via del cambio di destinazione. Vi vennero aggiunte aperture e fu trasformata la copertura, facendo sparire i merli o i ballatoi. Le altre due torri sono tronche al livello delle mura.
Per accedere si deve attraversare un ponticello in muratura, che un tempo era un ponte levatoio. La villa è sviluppata su tre livelli, con tetto a padiglione. I paramenti murari, coperti da intonaco, sono in pietra e mattoni, a testimoniare il reimpiego parziale di materiale proveniente dall'antico castello. Vi si aprono finestre su tutti i lati, circondate da cornici in pietra e scandite regolarmente e in simmetria. Sono rettangolari al primo piano e quadrate al secondo, mentre al primo piano si aprono vari portali, che portano anche ai locali sottostanti di deposito e magazzino. Da questi ultimi si dipartono anche alcune gallerie, che collegano segretamente la villa ad alcuni edifici circostanti e a rifugi nel fondovalle.
Dopo l'avancorpo di entrata, si raggiunge un portale ad arco in comunicazione con un corridoio coperto da volta a botte e pavimentato in pietra, da cui si accede agli altri locali. Nell'atrio si trova anche lo scalone in travertino che conduce ai piani superiori. Al primo piano spiccano il salone centrale, con travi in legno sostenute da mensole e un grande camino. Da qui si accede alle camere tramite portali in pietra serena, e lo studiolo appartato, dove si trova la raccolta di volumi e carteggi.
Il complesso si trova immerso in un parco dotato di alberi ad alto fusto.